# Gare de Jaren
La gare de Jaren est une gare ferroviaire de la Gjøvikbanen, située dans la commune de Gran.

## Situation ferroviaire
Établie à 207.2 m d'altitude, la gare est située à 71.92 km d'Oslo.

## Histoire
La gare de Jaren fut ouverte en 1900 comme une gare de la ligne du nord qui reliait Grefsen à Røykenvik. En 1902, la prolongation de Jaren à Gjøvik étant terminée, la ligne de Grefsen à Gjøvik devint la ligne de Gjøvik, tandis que la ligne de Røykenvik reliant Jaren à Røykenvik devint une ligne secondaire qui fut abandonnée en 1957.

## Service des voyageurs

### Accueil
Il n'y a ni guichet ni automates mais une salle d'attente, ouverte du lundi au samedi de 4h15 à 22h30. et le 1er mai).

### Desserte
La gare est desservie par des trains régionaux en direction de Gjøvik et d'Oslo. Jaren est le terminus des trains locaux reliant Jaren à Oslo.

### Intermodalité
La gare a un  parking d'environ 140 places et un parc à vélo. Un arrêt de bus se situe à proximité de la gare ainsi qu'une station de taxi.